# Artur Agostinho
Artur Fernandes Agostinho ComSE (Lisboa, 25 de Dezembro de 1920 — Lisboa, 22 de Março de 2011) foi um jornalista, radialista, escritor e um premiado actor português.

## Biografia
Artur Agostinho nasceu em 25 de Dezembro de 1920 em Lisboa.
Os primeiros passos no éter foram dados em 1938 na amadora Rádio Luz. Seguiram-se Clube Radiofónico de Portugal, a Voz de Lisboa, a Rádio Peninsular e o Rádio Clube Português. Entrou para a Emissora Nacional em 1945.
Fez parte do departamento desportivo da Rádio Renascença, nos anos 80 do século XX, depois de ter sido um dos mais brilhantes relatores desportivos de sempre aos microfones da Emissora Nacional de Radiodifusão.
No cinema, Artur Agostinho participou nos filmes Cais do Sodré (1946), O Leão da Estrela (1947), Capas Negras (1947), Cantiga da Rua (1950), Sonhar é Fácil (1951), O Tarzan do 5º Esquerdo (1958), Dois Dias no Paraíso (1958), O Testamento do Senhor Napumoceno (1997) e A Sombra dos Abutres (1998).
Foi proprietário de uma agência de publicidade, a Sonarte, e jornalista. Dirigiu o diário desportivo Record, entre 1963 e 1974, tendo regressado ao jornal como colunista, em 2005. Entretanto, foi também director do Jornal do Sporting.
Após o 25 de Abril, por ter trabalhado como repórter em trabalhos com pessoas do antigo regime, foi preso a 28 de setembro de 1974, ficando 3 meses em Caxias. Em Agosto de 1975 decide emigrar devido à falta de trabalho que vivia, indo para o Rio de Janeiro, no Brasil, até 1981. Lá trabalhou num banco e fez dois programas desportivos sobre o futebol português para a Globo.

## Trabalho
Apresentou o primeiro concurso da televisão portuguesa, o "Quem Sabe, Sabe", e participou em programas como "O Senhor que se Segue", "No Tempo Em Que Você Nasceu", "Curto-Circuito" e ainda em séries e telenovelas:
- "Casa da Saudade", Alberto Gaspar
- "Ganância", Jorge
- "Clube das Chaves"
- "Ana e os Sete", Adriano Villar
- "Sonhos Traídos", Vicente
- "Inspector Max", Gastão
- "Tu e Eu", Adalberto Maravilhas
- "Pai à Força", Manuel
- "Perfeito Coração", José Viegas

Escreveu os livros Até na prisão fui roubado! (1976), Português sem Portugal (1977) e, em 2009, lançou o livro Bela, riquíssima e além disso… viúva.

## Morte
Artur Agostinho morreu a 22 de Março de 2011, com 90 anos de idade, no Hospital de Santa Maria onde estava internado já há uma semana. O corpo do comunicador foi ainda durante o próprio dia para a capela da Igreja de São João de Deus, em Lisboa. Encontra-se sepultado no Cemitério de Benfica, em Lisboa.

## Prémios e homenagens
- Foi atribuído a Artur Agostinho o Óscar da Imprensa (1962), ou Prémio Bordalo, na categoria Rádio, a par de Maria Leonor como "Melhores locutores". Entregues pela Casa da Imprensa no Pavilhão dos Desportos de Lisboa, em 14 de Fevereiro de 1963, os percursores dos "Prémios da Imprensa" distinguiriam ainda, nesta categoria, o programa Melodias de Sempre, de António Miguel, e como "Melhor Produtor" Francisco Mata.[8]
- Em 2005, o jornal desportivo Record instituiu o "Prémio Artur Agostinho" destinado a premiar o desportista do ano.[2][9][10]
- Em maio de 2006, CNID - Associação dos Jornalistas de Desporto atribuiu-lhe o "Prémio de Carreira Fernando Soromenho".[11]
- Em maio de 2010, Artur Agostinho foi distinguido com Prémio Mérito e Excelência no portugueses Globos de Ouro.[12]
- Em 28 de Dezembro de 2010 foi feito Comendador da Ordem Militar de Sant'Iago da Espada.[3][13][14]

## Prémio Artur Agostinho - Rádio
Desde 2012, o CNID atribui o nome de Artur Agostinho à categoria Rádio dos seus prémios anuais. Entre os galardoados pelo "Prémio Artur Agostinho - Rádio" do CNID podemos encontrar João Ricardo Pateiro (TSF, 2012), Teófilo Fernando (Antena 1, 2013), Nuno Matos (Antena 1, 2014) Gonçalo Ventura (Antena 1, 2015) ou Pedro Azevedo (Rádio Renascença, 2016).